# Misak-ı Milli

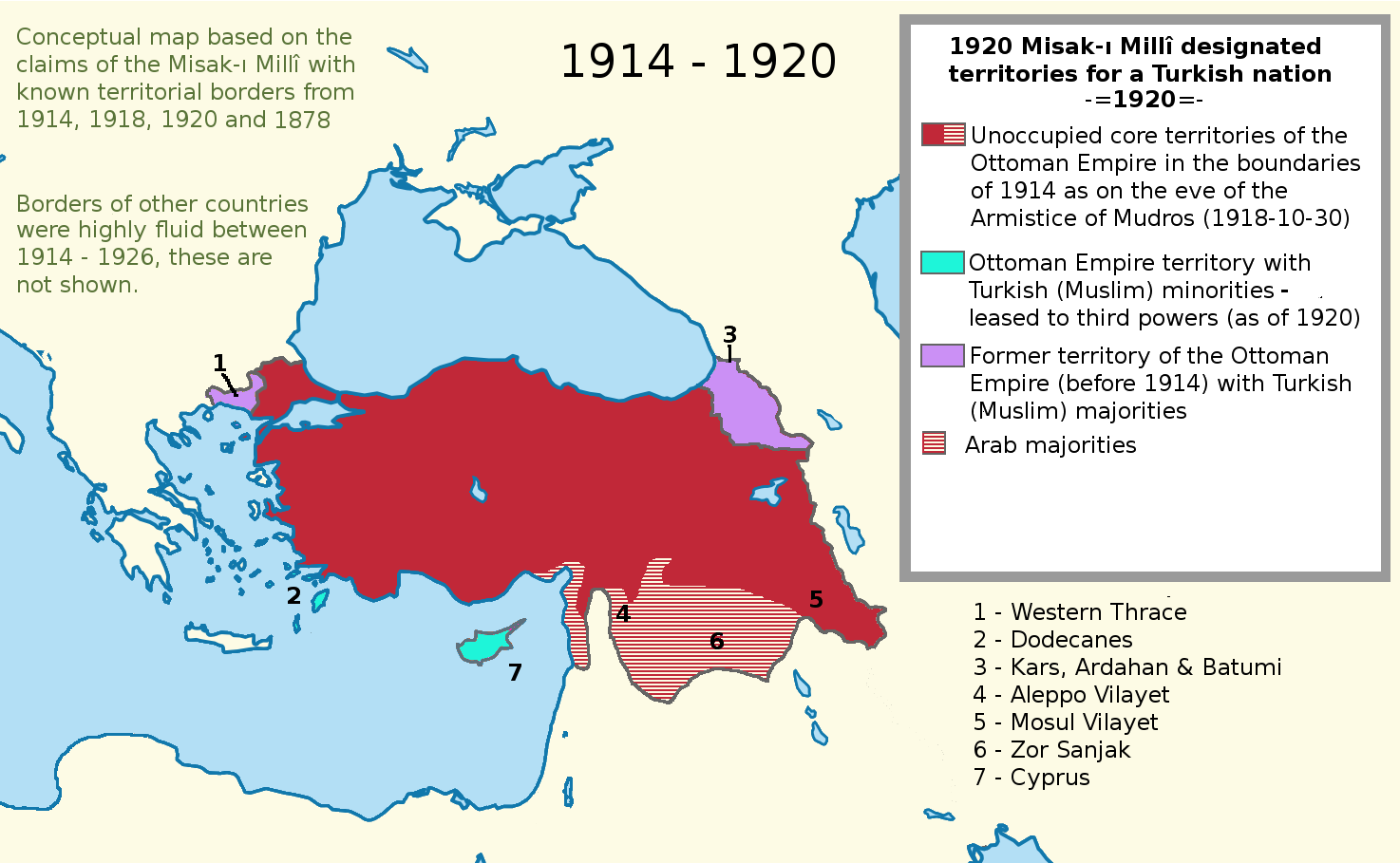
1- Fronteiras do Pacto Nacional ("Misak-ı Milli") e 2- Fronteiras atuais da Turquia.

Misak-ı Millî ("Juramento Nacional" ou "Pacto Nacional", em turco) foi um conjunto de seis importantes decisões tomadas pelo parlamento do Império Otomano, que se reuniu no dia 28 de janeiro de 1920 e publicou suas resoluções em 12 de fevereiro do mesmo ano. Estas decisões implicaram na ocupação de Istambul pelos britânicos no dia 16 de fevereiro, e na fundação de um novo parlamento, a Grande Assembleia Nacional, sediada em Ancara.
O Ministro de Assuntos Externos otomano, Dâmâd Şerîf Paşa, fez o discurso inaugural do parlamento, devido à doença do sultão Mehmed VI. Um grupo de parlamentares chamado Felâh-ı Vatan foi reunido por amigos de Mustafa Kemal para reconhecer as decisões assumidas no Congresso de Erzurum e no Congresso de Sivas; segundo Kemal, "é o punho de ferro da nação que escreve o Juramento da Nação, princípio fundamental de nossa independência, nos anais da história." Decisões tomadas por este parlamento foram utilizadas posteriormente como base para as reivindicações da nova República da Turquia, durante o Tratado de Lausanne.